# Огонь и лёд: Хроники драконов
«Огонь и лёд: Хроники драконов» (англ. Fire & Ice: The Dragon Chronicles, рум. Fire and Ice: Cronica Dragonilor) — фильм-фэнтези 2008 года.
Тэглайн: «Когда опасность бьёт сверху, она либо сжигает вашу душу, либо замораживает вас до смерти».

## Сюжет
Карпия — чудесное королевство в мире драконов, рыцарей и волшебных созданий, которыми правит король Августин с королевой Ремени и советник суда, Рутений Паксиан. На их спокойную некогда страну обрушивается Огненный Дракон. Он сеет панику и смерть везде, где появляется. Квилок, жестокий король соседнего королевства, даёт им приют и поддержку. Смелая принцесса Луиза просит помощи у Габриеля, сына рыцаря Аладора (опытного убийцы дракона). Вместе, они должны освободить Ледяного Дракона, единственного, кто может противодействовать монстру, который приносит разрушение в их королевство. Но скоро их спаситель станет их худшим врагом. К счастью, о старой преданности не забывают, поскольку к ним присоединится рыцарь Понтьеро, который имел обыкновение сражаться рядом с отцом Габриеля в старые времена. Приключения, которые предпринимают Габриель и Луиза, сближают их, и у них завязывается неожиданный любовный роман.